# Maison de correction pour femmes Andrew Mercer
Andrew Mercer Reformatory for Women
La maison de correction pour les femmes Andrew Mercer (en anglais : Andrew Mercer Reformatory for Women) est une ancienne maison de correction canadienne ainsi que la première prison pour femmes construite au Canada. Située à Toronto, dans la province de l'Ontario, elle a accueilli plus de 20 000 détenues en 90 ans d'activité.
Située sur King Street West, elle ouvre ses portes en 1880. Le complexe est alors composé de deux institutions : la maison pour les femmes adultes et le foyer pour les jeunes filles qui accueille les moins de 14 ans. Il comprendra par la suite des services de traitement de la toxicomanie et des troubles psychiatriques. En 1969, il est démoli et ses occupantes sont placées par d'autres institutions.
Construit à l'origine pour offrir des possibilités de réinsertion sociales aux délinquantes et aux femmes dont les mœurs ne correspondent pas à la bienséance, l'établissement a développé une réputation sulfureuse. Il y a eu des cas documentés de torture, de passages à tabac et de actes médicaux illégaux, dont l'expérimentation de drogues.  Plusieurs émeutes ont émaillé la vie de l'établissement.
L'activiste canadienne Velma Demerson (en), qui y fut incarcérée en 1939, écrit à son sujet dans sa biographie « Le simple fait d'y penser me donne la chair de poule ».

## Les bâtiments
Situé à l'ouest du centre-ville de Toronto, le bâtiment principal, haut de quatre étages, orienté nord-sud mesure 110 pieds (33,528 m) de long et 65 pieds (19,812 m) de large avec une tour de 27 m de haut sur l'avant, qui sert d'entrée principale. À l'arrière se trouvent des bâtiments à deux étages abritant les chaudières et un atelier. Il y avait deux zones ouvertes affectées à la promenade des prisonnières.  Le bâtiment était en brique rouge dans un style néo-gothique.  Il a été conçu par l'architecte d'origine irlandaise Kivas Tully (en)employé par le ministère des Travaux publics de l'Ontario.  Il renferment 147 cellules et 49 cellules d'isolement au sous-sol, utilisées pour punir les récalcitrantes. La population carcérale peut atteindre 250 détenues. 

Les fonds utilisés pour bâtir l'immeuble proviennent de la succession d'un avocat dénommé Andrew Mercer, décédé ab intestat. L'unique vestige de la prison est la maison du Directeur encore visible au carrefour de Faser et de King Street. Aujourd'hui, le site abrite le stade Alan Lamport, .  

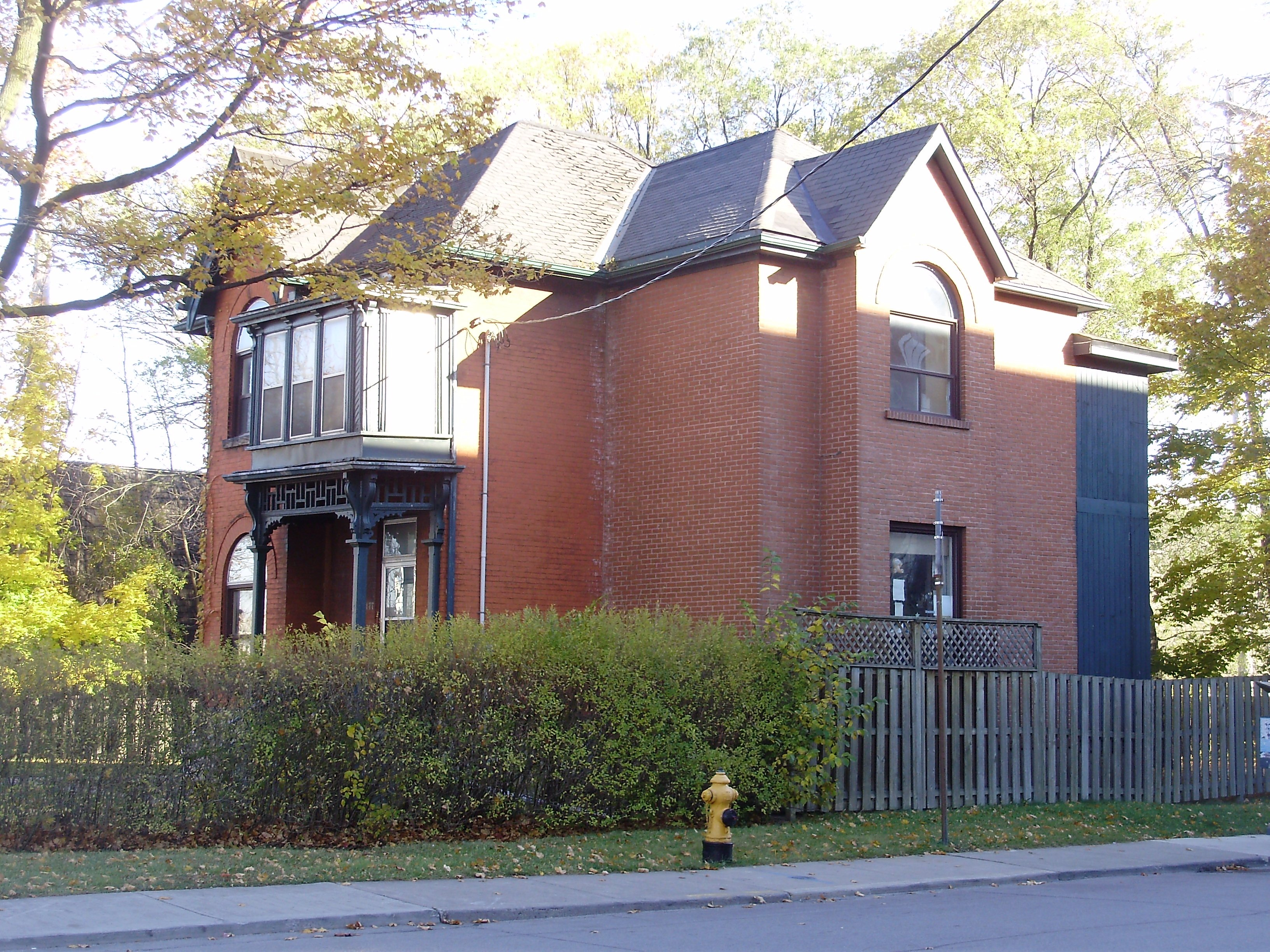
La maison de la directrice de la maison de correction A. Mercer toujours visible à l'angle de Fraser et King street.

## Objectifs de l'institution
À l'origine, la maison de correction se concentre principalement sur le maintien des femmes alcooliques ou vivant une vie de vice hors de la rue pendant six mois. Il a une section spéciale (un «foyer») pour les filles de moins de 14 ans, les séparant de la population plus âgée.  Ce foyer est  destiné aux orphelines, trouvées sans abri ou mendiantes, considérées comme incontrôlables par leurs parents ou devenues pupilles de la province en raison de parents alcooliques ou indignes.  
L'un des principes majeurs de la maison de correction était d'inculquer les vertus victoriennes féminines telles que l'obéissance et la servilité. Le travail, comme la cuisine, la couture, la pâtisserie et le nettoyage, était également une partie importante de la vie en prison. Pour citer une surintendante de la maison de correction, « de toutes les femmes misérables, les oisives sont les plus misérables. Nous essayons de leur faire comprendre l'importance du travail, et nous considérons cela comme l'un des grands moyens de leur réforme. »
Malgré les bonnes attentions affichées, la maison de correction Andrew Mercer allait devenir le centre de la controverse avec des allégations de torture, de passages à tabac, de drogues expérimentales et de procédures médicales, le tout au nom de la réhabilitation des détenues. Au fil du temps, elle a évolué, devenant une prison pour femmes adultes où cohabitent des détenues violentes, des criminelles de droit commun comme la braqueuse de banque Kathleen Boyle , des personnes nécessitant un traitement pour l'alcoolisme et d'autres dépendances, ou des troubles psychiatriques, et des femmes n'ayant commis que des délits mineurs (tels que le vagabondage).
Celles-ci étaient connues sous le vocable d' « incorrigibles », un mot d'origine française utilisé depuis le XIVe siècle pour désigner des personnes dépravées, incapables de s'amender. Le vocable a été remis à l'honneur au début du XXe siècle,  pour désigner les volontaires étrangers ayant pris le parti des Boers, faits prisonniers par les troupes britanniques et déportés à Ceylan.

## Histoire
En juillet 1878, le gouvernement de l'Ontario annonce la construction de la maison de correction Mercer à partir des fonds de la succession d'Andrew Mercer. Il prévoit son achèvement d'ici la fin de 1879.  En mars 1879, l'Assemblée législative de l'Ontario adopte une loi concernant la maison de correction Andrew Mercer pour femmes (Statutes of Ontario 1879, chap. 38) pour régir la nouvelle institution. Cette maison de correction devait recevoir et réinsérer les femmes de plus de seize ans reconnues coupables d'une infraction pour laquelle une courte peine allant de 30 jours à moins de deux ans moins un jour avait été prononcée. La maison a été achevée et ouverte le 28 août 1880. Le même parlement a adopté en même temps une loi pour établir un foyer et centre de formation pour filles situé dans une section de la maison de correction Mercer.
Un rapport de 1891 de l'Inspecteur des prisons publiques et des organismes de bienfaisance de l'Ontario illustre la différence entre la maison de correction pour femmes et la prison centrale pour hommes située à proximité au cours de la période 1881-1890. Plus de 78 % des détenues sont incarcérées pour des « crimes contre la moralité publique et la paix » (tels que la prostitution) alors que seulement 37 % des hommes étaient incarcérés pour des infractions similaires. Seule 22% des détenues sont incarcérées pour des « crimes contre la personne et contre les biens » alors que 63% des hommes étaient incarcérés pour ces délits. L'illettrisme concerne 52% des détenues (comparativement à 8 % des femmes de Toronto à l'époque). Une maladie courante parmi ces détenues est la syphilis, ce qui a conduit à créer une aile séparée pour les syphilitiques des d&tenues saines. Un rapport des années 1880 décrit « des détenus malades, des décès et des enfants mort-nés dans la crèche ».
En 1893, une loi sur les maisons pour femmes vulnérables a été adoptée, elle régit l'incarcération dans la maison de correction. En 1919, la loi est modifiée et élargit les cas pour lesquels une femme peut être enfermée à Andrew Mercer. Selon l'article 17 du Female Refuges Act, tout parent ou tuteur peut désormais amener devant un juge une femme âgée de moins de vingt et un ans décrite comme ingérable ou incorrigible par la personne majeure, afin que le juge puisse décider du sort de la femme. En vertu des articles 15 et 16 de la même loi, toute personne peut traduire devant un juge toute femme âgée de moins de trente-cinq ans, pour mendicité ou alcoolisme , et éventuellement de la faire interner.
En 1947, Kay Sanford, journaliste au Globe and Mail, a produit un rapport en trois parties dans ce journal sur les conditions de détention à Andrew Mercer. La directrice Jean Milne aurait révélé que les détenues sont devenues accros au tabac. Les cigarettes sont utilisées, en effet, pour récompenser un bon comportement. Jean Milne lui explique comment la psychologie est mise en avant pour maintenir l'ordre, au lieu de «battre à l'ancienne les détenues indisciplinées». 
Le 25 juin 1948, une centaine de femmes se révoltent à la maison de correction. Ce n'était pas la première émeute, on a noté qu'une émeute s'était produite 12 ans auparavant. Les détenues ont été maîtrisés par 75 policiers des forces de police de Toronto et de l'Ontario,. À l'époque, la maison de correction était le seul établissement pénitentiaire pour femmes en Ontario et abritait 159 détenues.
En 1953, le journaliste Frank Tupane du Globe and Mail a visité la maison de correction avec le député provincial J. Stewart, en réponse à des allégations de violence physique. Il confirme l'existence du bloc d'isolement au sous-sol, mais soutient qu'il ne s'agit pas du « trou noir de Calcutta » comme on le prétend. Il pose des questions sur les allégations de violence physique et la surintendante de la maison de correction Jean Burrows déclare qu'il n'y avait pas eu de coups de fouet depuis 1948. L'administration des châtiments corporels n'est plus effectuée parce que Burrows estime que ce n'est pas constructif, et qu'elle est tenue d'en référer au Service de la Réhabilitation chaque fois qu'elle en fait usage.
En 1955, un Centre de traitement pour femmes de l'Ontario est créé sur place pour traiter l'alcoolisme, la toxicomanie et les troubles psychiatriques. Il est à Brampton en 1963. En 1959, le Centre d'orientation des femmes de l'Ontario a ouvert ses portes à Brampton et s'est concentré sur la formation scolaire et professionnelle.  Avec la maison de correction, les institutions constituaient ce qu'on appelait alors le « complexe Mercer ». 
En 1964, la même année où la loi sur les femmes vulnérables est abrogée, un grand jury a été convoqué pour enquêter sur la maison de correction et cette démarche est rendue publique sur la première page du Toronto Daily Star sous le titre Visite secrète dans les donjons de Toronto : la prison des filles choque la commission d'enquête.  Ce grand jury arrivent à la conclusion que les soins médicaux y sont si mauvais que« nous ne pouvions trouver personne avec quoi que ce soit de bon à dire à ce sujet ».  Il estime également que le processus de réhabilitation est inexistant et  que« le nom de l'établissement devrait être changé en prison, car il ne s'agit en aucun cas d'un établissement de réhabilitation ».  Les cellules du sous-sol sont des oubliettes utilisées pour l'isolement. Elles mesurent 1,20 m par 2 m et n'ont ni fenêtre, ni lumière. 
Bien que le rapport du Grand Jury ait été contesté à l'époque par le ministre ontarien des Maisons de corrections, Allan Grossman (en), la journaliste du Toronto Star Lotta Dempsey écrit que les archives du journal sont « remplies d'histoires d'évasions, de mauvais traitements infligés aux femmes enceintes, d'émeutes, et plus encore »
En juillet 1966, la maison de correction est le théâtre d'une autre émeute. Dans une chaleur torride, quinze détenues des 88 hébergés à l'époque se battent entre elles, tandis que les autres restent dans leur cellule. Soixante policiers de la région métropolitaine de Toronto ont réprimé l'émeute. Quatre femmes ont été transférées à la prison de Don et trois hospitalisées. Selon les policiers, la cause de cette émeute était « la jalousie chez les lesbiennes ». Toutefois, la directrice G.R. Thompson évoque comme cause première une tentative de suicide de l'une des détenues.
En avril 1969, la maison de correction est fermée, officiellement remplacée par le centre de détention Vanier pour femmes situé à Brampton, qui fusionne les trois établissements du Complexe Mercer. Le bâtiment de la maison de correction a été démoli plus tard cette année-là, lorsque toutes les détenues ont été transférés au Centre Vanier pour les femmes[Selon qui ?].

## Les abus constatés
En vertu de la loi sur les femmes vulnérables, la province de l'Ontario de 1896 à 1964 a arrêté et emprisonné, sans procès ni appel, les femmes de 16 à 35 ans que les magistrats soupçonnaient de comportements sociaux indésirables - c'est-à-dire d'être impliquées dans des relations interraciales ou d'avoir un enfant hors mariage. À la même époque, Les hommes n'étaient jugés incorrigibles que pour vol. 
La juriste et historienne canadienne Constance Backhouse (en), spécialisée dans la discrimination sexuelle et raciale, a présenté des cas liés aux violences infligées aux femmes dans ces institutions dans de nombreux forums juridiques. Parmi ces cas se trouve ceux de l'activiste Velma Demerson (en) et de la danseuse classique Muriel Walker, deux des nombreuses femmes qui ont été soumises à plusieurs procédures médicales contre leur volonté, par un médecin de maison de correction, un éminent eugéniste à la recherche de preuves de déficiences physiques contribuant aux défauts moraux des « femmes ingérables »,. 
Velma Demerson est arrêtée en 1939, à 18 ans, pour avoir vécu avec son petit ami chinois, dont elle est tombée enceinte. Sur instruction de sa famille, elle est arrêtée et emmenée à Belmont Home, une résidence pour « incorrigibles », avant d'être emprisonnée à Andrew Mercer. Après sa libération, Velma Demerson épouse le père de son enfant, un immigrant chinois. En vertu de la loi sur la citoyenneté de l'époque, elle perd automatiquement sa citoyenneté canadienne, à la suite de cette union. Elle est l'une des seules survivantes qui, 60 ans après son incarcération en 1939, a perçu une indemnisation du gouvernement de l'Ontario. Elle avait alors 81 ans. En 2004, elle a écrit un livre sur les événements intitulé Incorrigible,  paru chez Wilfrid Laurier University Press. En 2002, elle reçoit le prix JS Woodsworth contre le racisme du Nouveau Parti démocratique du Canada .
Muriel Walker est une jeune Pieds-Noirs qui menait une carrière de ballet prometteuse.  Elle est emprisonnée en vertu de la loi sur les femmes vulnérables, accusée d'être incorrigible. Muriel Walker est soumise à des expériences médicales pendant son incarcération. La sénatrice Kim Pate a aidé son fils Robert Burke à faire reconnaître les tortures dont il a été victime, enfant, à la maison de correction. À l'âge de quatre mois, Robert a été brutalement battu alors qu'il était pris en charge par les matrones de la maison.
À partir du milieu du XXe siècle, les lois sur l'alcool sont de plus en plus utilisées pour justifier l'incarcération des femmes autochtones dans la maison de correction : alors qu'elles ne représentaient que 4% des prévenues dans les années 1930, la proportion grimpe à 10% dans les années 1950. Dans les archives administratives de l'établissement, on les décrit souvent comme « lentes à comprendre », signe de l'attitude raciste des surveillants.

## Œuvres de fiction
Dans le 7e épisode de la saison no 15 des Enquêtes de l'inspecteur Murdoch, intitulé l'Incorrigible Dr Ogden, l'inspecteur est amené à enquêter sur le meurtre maquillé en suicide d'une des détenues de la maison de correction. Son épouse, le Julia Ogden, se laisse alors incarcérer pour obtenir des indices et pouvoir interroger discrètement les codétenues de la victime
Une détenue emprisonnée pour relations inter-raciales cache l'existence de son fils de peur qu'il ne soit retiré à son père issu des premières nations et la médecin de l'établissement pratique des stérilisations forcées (persuadée que le comportement déviant des incorrigibles tient de l'atavisme). Il y est également fait mention de l'usage de sédatifs et du cachot pour calmer les récalcitrantes